# Braathens
Braathens (полное название — Braathens ASA, до 1997 года — Braathens South American & Far East Airtransport A/S (Braathens SAFE), транслитерируется как Бротенс (Бротенс САФЕ) — бывшая норвежская авиакомпания, основанная в 1946 году и прекратившая деятельность в 2004 году в результате слияния со Scandinavian Airlines (SAS) и преобразования в SAS Braathens. На протяжении большей части своей деятельности Braathens была крупнейшей внутренней авиакомпанией Норвегии, но в течение многих лет не имела международных направлений. Её основными хабами были аэропорт Форнебу, а позже аэропорты Гардермуэн, и ненадолго Стокгольм-Арланда. Авиакомпания эксплуатировала 118 самолётов 15 моделей, большинство из которых были модификациями Boeing 737. Самолёты авиакомпании участвовали в трёх авиационных происшествиях. Два из них были авиакатастрофами (повлекли за собой жертвы). За всю свою историю Braathens выполнила регулярные рейсы в 53 аэропорта в 50 городах.
Авиакомпания была основана в 1946 году Людвигом Бротеном и первоначально использовала парк самолётов Douglas DC-4 на маршрутах на Дальний Восток и в Южную Америку. С 1954 года авиакомпания была вынуждена выполнять все свои регулярные рейсы внутри страны, начав использовать самолёт De Havilland Heron. Однако авиакомпания сохранила возможность выполнять международные чартерные рейсы с использованием Douglas DC-3 и DC-6. По мере строительства новых внутренних аэропортов авиакомпании Braathens и SAS получили свою долю монопольных концессий на маршруты. В 1958 году в авиакомпанию поступил Fokker F-27, но его эксплуатация была прекращена с поставкой во флот авиакомпании самолётов Fokker F-28 и Boeing 737-200. Таким образом, последний F-27 был выведен из эксплуатации в 1975 году. После двухлетнего использования самолётов Boeing 767 Braathens с 1986 года эксплуатировала только модификации Boeing 737.
Усиление конкуренции на внутренних маршрутах началось с 1987 года, когда Braathens SAFE снова начала выполнять международные маршруты. К 1994 году парк самолётов был заменён на Boeing 737-400 и −500, и было введено внутреннее дерегулирование рынка авиаперевозок. Затем Braathens зарегистрировалась на фондовой бирже Осло, вступила в альянс голландской авиакомпанией KLM и расширила свою деятельность в Швеции за счёт приобретения авиакомпаний Transwede Airways и Malmö Aviation. Открытие аэропорта Гардермуэн в 1998 году привело к ожесточённой ценовой войне с SAS и Color Air, от которой Braathens так и не оправилась. Braathens контролировала холдинг Braganza до 2001 года, когда он был продан SAS Group. 1 мая 2004 года Braathens объединилась с SAS Norway.

## История

### Дальний Восток

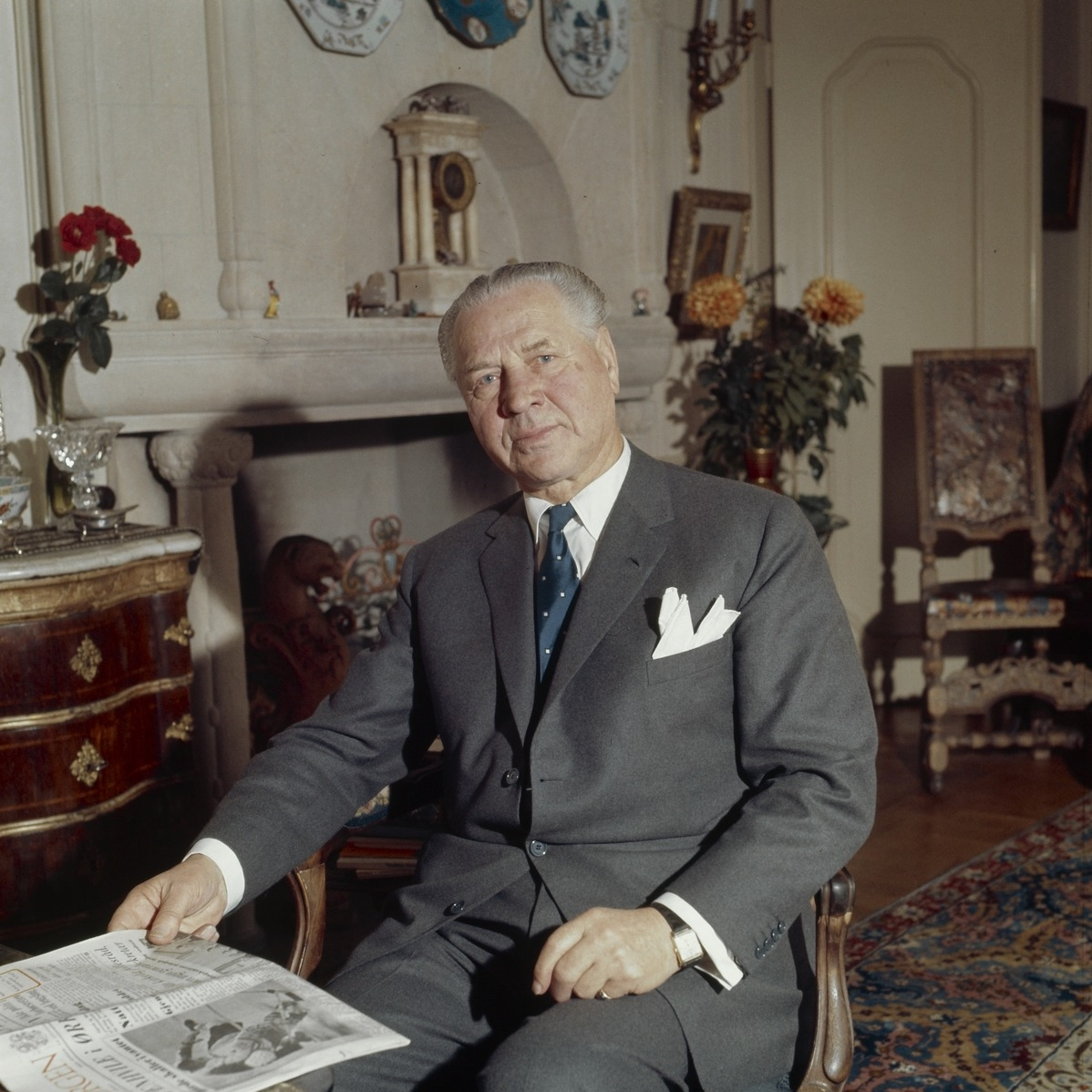
Людвиг Бротен — основатель авиакомпании Braathens

Авиакомпания Braathens South American & Far East Airtransport A/S была основана 26 марта 1946 года Людвигом Бротеном, который уже владел судоходной компанией Braathens Rederi. Акционерный капитал составил 4 миллиона крон. Бротен хорошо заработал во время Второй мировой войны, участвуя в Норвежской судоходной торговой миссии, и получил разрешение использовать 1 миллион долларов США на покупку самолётов. Идея открыть авиакомпанию пришла Бротену в голову в 1936 году, когда у корабля Brajara возникли проблемы с двигателем по пути в Японию. Не было гарантий, что в Японии его смогут отремонтировать. Рассматривался вопрос о том, следует ли отбуксировать судно в Европу для ремонта. Но вместо этого было выбрано решение заказать необходимую деталь, изготовленную в Амстердаме, которую доставят на самолёте авиакомпании KLM. Бротен хотел иметь авиакомпанию, которая могла бы перевозить людей и грузы на его и другие корабли по всему миру, в первую очередь — на Дальний Восток.
Бротен отправился в США, где купил у ВВС несколько подержанных самолетов Douglas C-54 (военная модификация самолёта DC-4), произведённых компанией Texas Maintenance Company в Форт-Уэрте. Они могли вместить 44 пассажира, или 22 пассажира, и 4 тонны груза. Было нанято двадцать пилотов. Их направили в Форт-Уэрт для сертификации. Первый самолёт был поставлен 26 декабря 1946 года. Следующие самолёты были поставлены 11 февраля и 13 марта 1947 года.

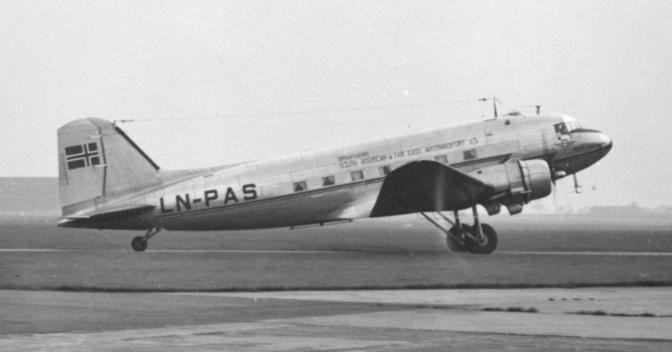
DC-3 авиакомпании Braathens (фото 1952 года)

Первый маршрут авиакомпании пролегал из Осло в Каир через Копенгаген и Париж и впервые был совершён 30 января 1947 года. Впоследствии авиакомпания организовала чартерные рейсы из Парижа и Марселя в Лидду и Тунис. Первый рейс Braathens на Дальний Восток был совершён 24 февраля. Это был рейс из Осло в Гонконг с промежуточными посадками в Амстердаме, Марселе, Каире, Басре, Карачи, Калькутте и Бангкоке. Этот рейс стал самым длинным воздушным маршрутом в мире. К 1948 году рейсы на Дальний Восток стали еженедельными. Авиакомпания также начала выполнять рейсы в Нью-Йорк, Йоханнесбург, Каракас и Панаму.

### Внутренние маршруты
В 1950 году начались чартерные рейсы в Европу на самолётах Douglas DC-6. Авиакомпания подала заявку и получила разрешение на выполнение полетов из Осло через аэропорт Тенсберг в Ставангер. Компания Braathens приобрела самолёт De Havilland Heron для эксплуатации этого маршрута. Разрешение на полёты из Осло в аэропорт Тронхейм авиакомпания получила в 1953 году, маршрут также обслуживался SAS. Прекращение выполнения дальневосточных маршрутов привело к падению выручки на 90 %, и авиакомпания подала несколько неудачных заявок на новые маршруты. Авиакомпании удалось получить разрешение на промежуточные остановки на рейсах Осло—Ставангер в аэропортах Кристиансанн и Фарсунд. С 1956 по 1959 года остановки также совершались в аэропортах Хамар и Нотодден. После банкротства West Norway Airlines в 1957 году и открытия аэропорта Олесунн в 1958, концессии были перетасованы, и Braathens получила монополию на рейсы в Олесунн и между Тронхеймом и Бергеном.
Braathens SAFE стала второй авиакомпанией, принявшей поставку Fokker F-27 Friendship. Они пришли на смену DC-3 и Herons, имея турбовинтовые двигатели и герметичные кабины. Первый самолёт был поставлен в 1958 году, и модель стала выполнять основные рейсы. Рейсы в Хамар, Фарсунд и Тонсберг прекратились из-за того, что их взлетно-посадочные полосы были слишком короткими. Компания Saga Tours начала продавать чартерные рейсы, выполняемые Braathens SAFE по Средиземному морю в 1959 году. Многосторонние соглашения позволяли любой скандинавской авиакомпании выполнять чартерные рейсы из любой из трёх скандинавских стран в Испанию; хотя это позволило Braathens SAFE выйти на чартерный рынок Швеции и Дании, это усилило конкуренцию в Норвегии.

### Первые реактивные самолёты
В 1965 году Braathens SAFE заказала три реактивных самолёта Boeing 737-200, которые предназначались для рационализации чартерных перевозок. От укороченной модели −100 была отказались в пользу того, чтобы стать первым заказчиком Fokker F-28 Fellowship, который планировался как новая рабочая лошадка для внутренних рейсов. Этот шаг должен был привести к замене всех F-27 на F-28. Оба реактивных самолета были поставлены в 1969 году. На этот период также пришёлся постепенный вывод из эксплуатации DC-4 и DC-6.
Braathens получила разрешение на обслуживание открытого в 1970 году аэропорта Кристиансунн и открытого в 1972 году аэропорта Молде. Авиакомпания также получила разрешение выполнять рейсы из Бергена через Олесунн, Мольде или Кристиансунн в Будё и Тромсе. В период с 1975 по 1977 год последние три Fokker F-27 были проданы дочерней авиакомпании Busy Bee, которая взяла на себя некоторые из второстепенных рейсов. С 1976 года были введены «зелёные маршруты», которые предлагали скидки на определённые рейсы с ограничениями. Основатель авиакомпании Людвиг Бротен умер 27 декабря 1976 года, всё ещё исполняя обязанности главного исполнительного директора (CEO). Его сменил его сын Бьерн Г. Бротен. В 1970-х годах Braathens SAFE приняла поставку одиннадцати самолётов Boeing 737, в том числе одного грузового и трёх с увеличенной дальностью полета, что позволяло совершать беспосадочные рейсы на Канарские острова. С начала 1980-х годов были введены «летние билеты» со скидкой, что увеличило коэффициент загрузки.

## Флот

### Обзор

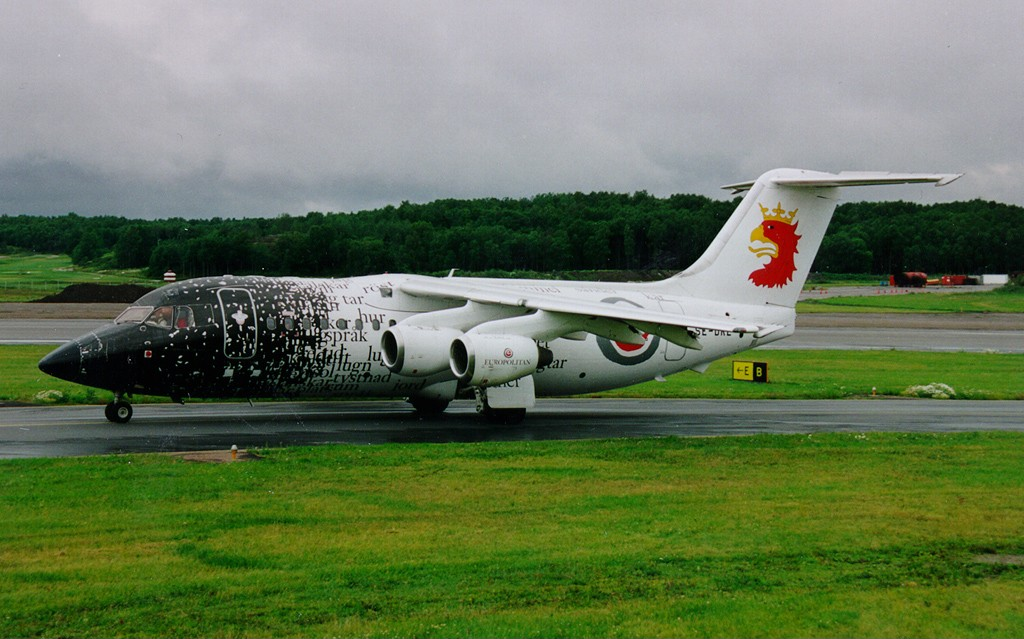
BAe 146—200 в рекламной раскраске в 2000 году

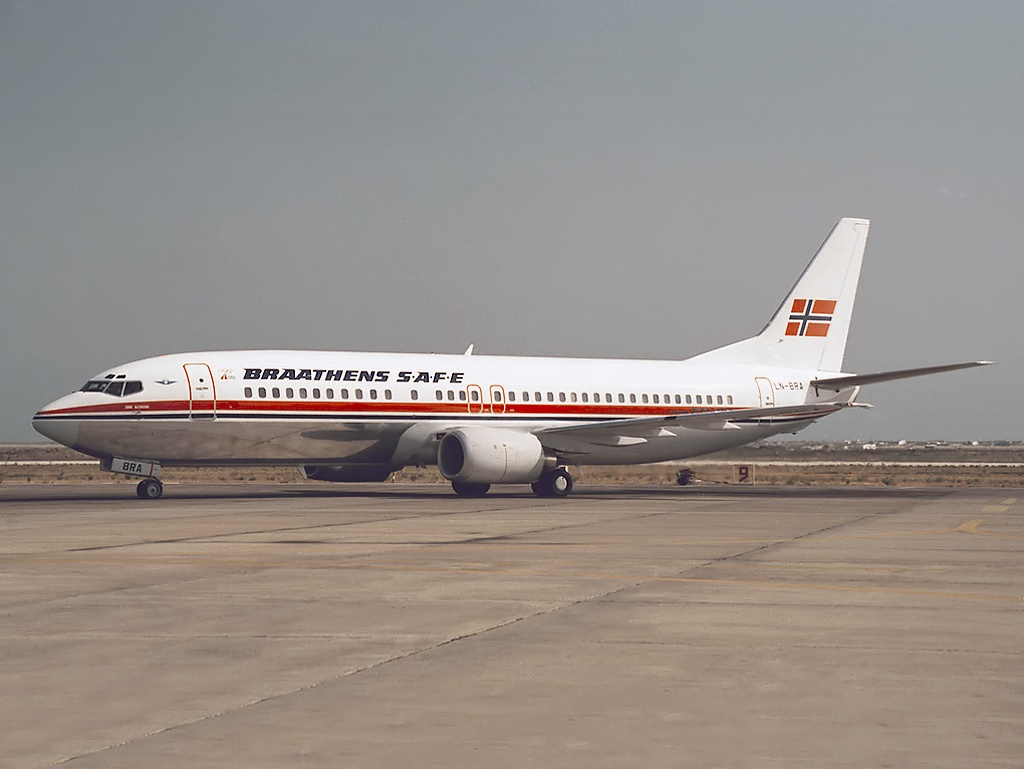
Boeing 737-400 в 1989

Авиакомпания эксплуатировала 118 самолётов 15 различных моделей. Среди них по меньшей мере три модели производителей Douglas, Fokker, Boeing, De Havilland и British Aerospace. Наиболее эксплуатируемым самолётом авиакомпании является Boeing 737-200, которых у неё было 20. Компания Braathens эксплуатировала в общей сложности 64 самолёта пяти вариантов Boeing 737.

### Список
| Тип                        | Кол-во | Ввод | Вывод |
| -------------------------- | ------ | ---- | ----- |
| Douglas DC-4               | 6      | 1947 | 1966  |
| Douglas C-47 Dakota        | 2      | 1947 | 1964  |
| De Havilland Heron         | 7      | 1952 | 1960  |
| Fokker F27-100 Friendship  | 8      | 1958 | 1977  |
| Douglas DC-6A              | 1      | 1961 | 1965  |
| Douglas DC-6B              | 7      | 1962 | 1973  |
| Fokker F28-1000 Fellowship | 6      | 1969 | 1986  |
| Boeing 737-200             | 20     | 1969 | 1994  |
| Boeing 767-200             | 2      | 1984 | 1986  |
| Boeing 737-400             | 7      | 1989 | 2004  |
| Boeing 737-500             | 17     | 1990 | 2004  |
| Fokker 100                 | 5      | 1997 | 1999  |
| Boeing 737-300             | 1      | 1997 | 1999  |
| Boeing 737-700             | 13     | 1998 | 2004  |
| BAe 146—200                | 10     | 1998 | 2001  |

### История
Военные версии Douglas DC-4, C-54, были куплены компанией в самом начале деятельности для чартерных рейсов на Дальний Восток и в Южную Америку. После прекращения выполнения рейсов в 1952 году, парк был сокращён до двух самолётов. Один из них был сдан в мокрый лизинг исландской авиакомпании Loftleiðir и выполнял трансатлантические рейсы через Исландию. Этот тип также иногда использовался на внутренних рейсах, а с 1959 года также для чартерных рейсов в Средиземноморье.
Douglas C-47, военная версия DC-3, была куплена для чартерных перевозок на короткие расстояния, в основном в Европу. Начиная с с 1950-х годов, они использовались на некоторых внутренних рейсах, прежде чем были заменены на Fokker F27.
Самолёты De Havilland Heron были куплены для внутренних перевозок в небольшие региональные аэропорты. Один из самолётов этого типа в 1956 году потерпел крушение. Увеличение пассажирского трафика требовало бо́льших самолётов, поэтому этот тип был впоследствии заменён на Fokker F27. Получив Fokker F27 в 1958 году, Braathens стала второй авиакомпанией, получившей этот тип. После введения его в эксплуатацию, авиакомпания списала DC-3 и Heron. Сначала этот тип выполнял самые загруженные внутренние маршруты, а к 1960 году все внутренние рейсы выполнялись на этих самолётах. Позже на загруженных маршрутах они были заменены самолётами F28, хотя самолёты F27 продолжали использоваться на менее загруженных, но эксплуатировались авиакомпанией Busy Bee.
Был куплен один самолёт Douglas DC-6A, чтобы обеспечить чартерные рейсы по Средиземноморью с большим количеством пассажиров. В отличие от DC-6B, у DC-6A была грузовая дверь, в которой необходимости на чартерных рейсах не было. Самолёт был продан параллельно покупке авиакомпанией пяти DC-6B. Самолёты DC-6B были куплены для чартерных рейсов (в основном в Средиземноморье). Все они были куплены уже подержанными, большинство из них у канадской Transair. Этот тип также иногда использовался для внутренних рейсов. Все самолёты, кроме одного, были выведены из эксплуатации в период с 1969 по 1971 год с поставкой авиакомпании реактивных самолётов. Последний самолёт использовался для полётов в аэропорт Шпицбергена.
Braathens стал третьим заказчиком Boeing 737 и вторым заказчиком его серии −200, получив Boeing 737-200 в 1969 году. Первоначально самолёты были заказаны для основных чартерных маршрутов, но постепенно они взяли на себя большую часть внутренних рейсов. Последние шесть самолетов были поставлены в 1986 году, после чего в течение трех лет Braathens эксплуатировала только этот один тип. Они были выведены из эксплуатации в период с 1990 по 1994 год. Самолёты Boeing 767-200 были приобретены в 1984 году как для внутренних регулярных, так и для международных чартерных рейсов. Этот тип оказался слишком большим для внутренних регулярных рейсов. Кроме того, он не имел достаточно плотной конфигурации сидений, чтобы сделать его экономичным для чартерных рейсов. Убыточные самолёты были проданы через два года после их введения в эксплуатацию. В 1989 году во флот поступил Boeing 737-400. Первоначально этот тип предназначался для чартерных рейсов, но Braathens решила заменить все свои самолёты на 737 Classics. Самолёт выполнял в основном чартерные рейсы, хотя и использовался на некоторых регулярных перевозках. Самолеты были переданы SAS Braathens.
Самолёты Fokker 100 были унаследованы в результате приобретения авиакомпании Transwede. Они использовались на внутренних рейсах в Швеции, но были проданы после того, как Braathens прекратила их выполнение.

### Раскраска
С момента основания авиакомпании раскраска самолётов Braathens SAFE имела толстую красную и более тонкую бело-синюю полосу, а также флаг Норвегии на киле. Лишь с незначительными изменениями этот общий дизайн продолжал использоваться до 1997 года. В 1997 году Braathens SAFE сменила название на Braathens и изменила свой фирменный стиль и раскраску, используя стилизованное серое крыло в качестве логотипа. Это привело к появлению новой раскраски с синим брюхом, без обводов и синим килем со стилизованным крылом. Раскраска была введена на Boeing 737-700, впоследствии и старые самолёты были перекрашены. Дизайн был снова изменён в 1999 году, когда логотип на килях был заменён флагом Норвегии.

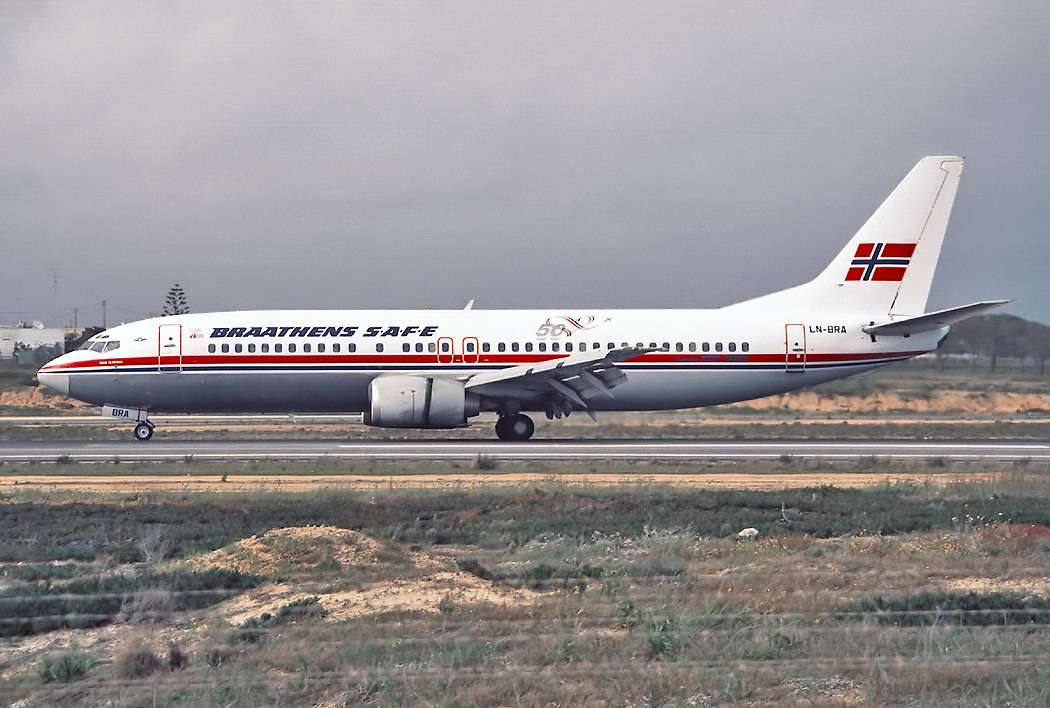
Самолёт авиакомпании со старой раскраской (Boeing 737-405, регистрационный номер LN-BRA)
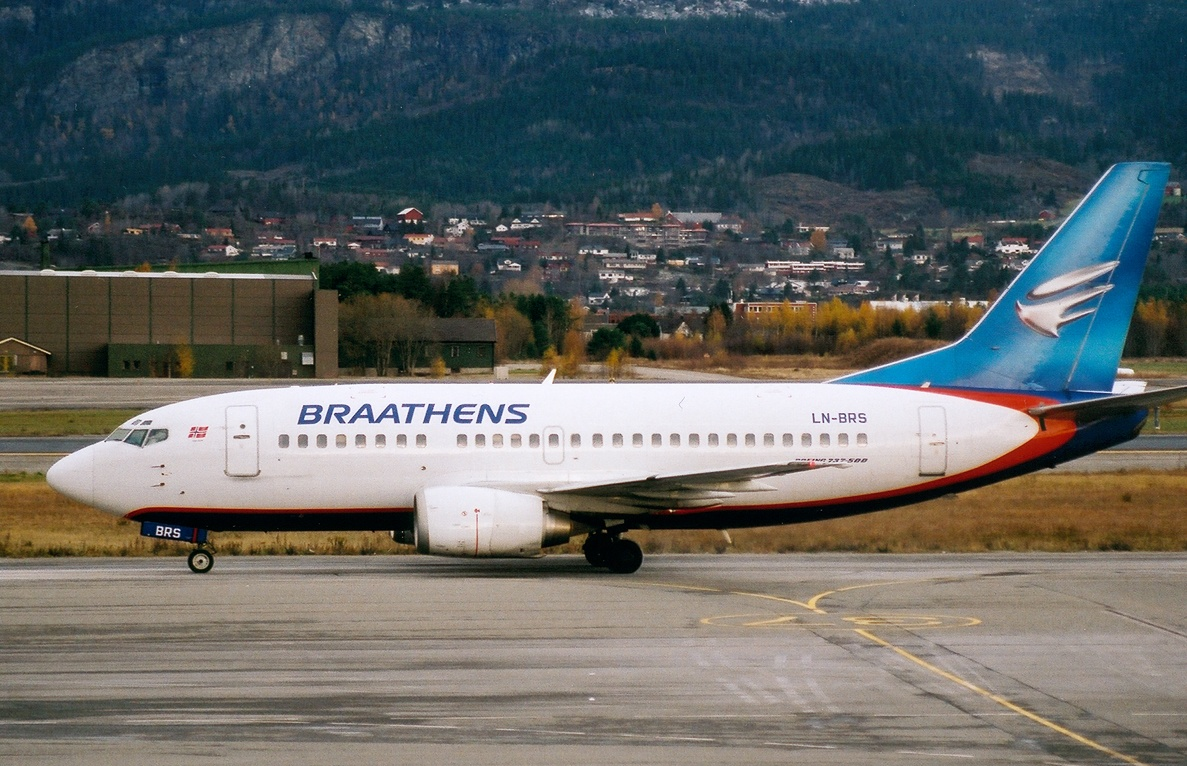
Самолёт авиакомпании с раскраской 1997 года (Boeing 737-505, регистрационный номер LN-BRS)
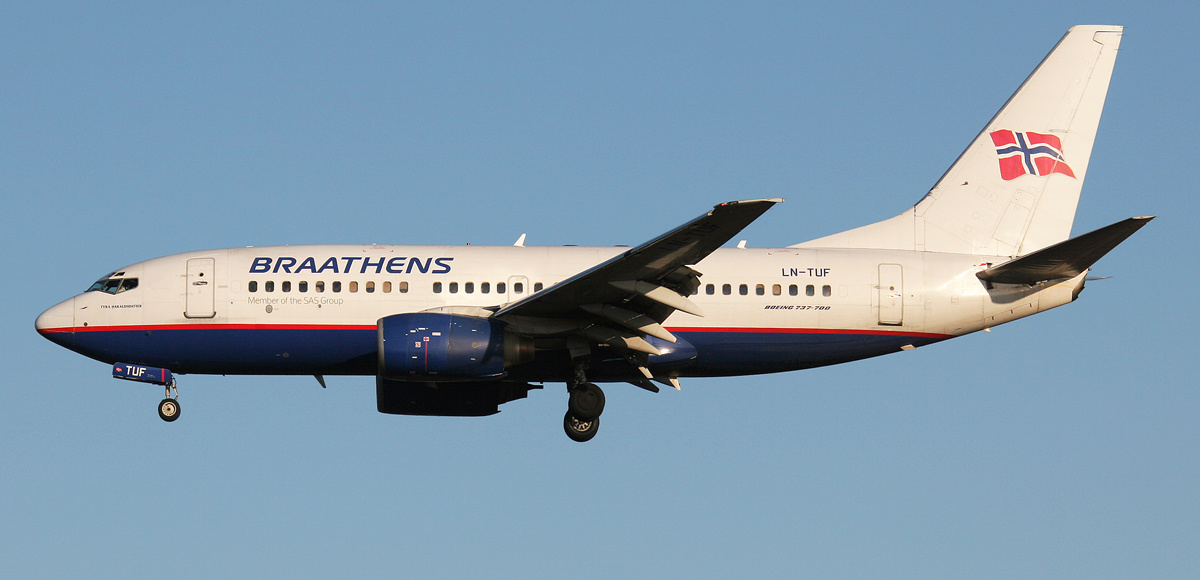
Самолёт авиакомпании с раскраской 1999 года (Boeing 737-705, регистрационный номер LN-TUF)

### Имена самолётов
Самолётам производителя Douglas, поставленным в начале деятельности авиакомпании, были присвоены имена, начинающиеся на Norse (к примеру Norse Commander и Norse Skyfarer). Позже самолётам типа De Havilland Heron были даны распространённые норвежские мужские имена: Per, Ola, Pål и Lars. Позже (начиная с Fokker F-27) Braathens начали именовать свои самолёты в честь королей Норвегии. С момента поставки самолётов Fokker F-28 и Boeing 737 все самолёты стали называться таким образом. Имена выведенных из эксплуатации самолётов могли присваиваться повторно новым.

## Пункты назначения и хабы

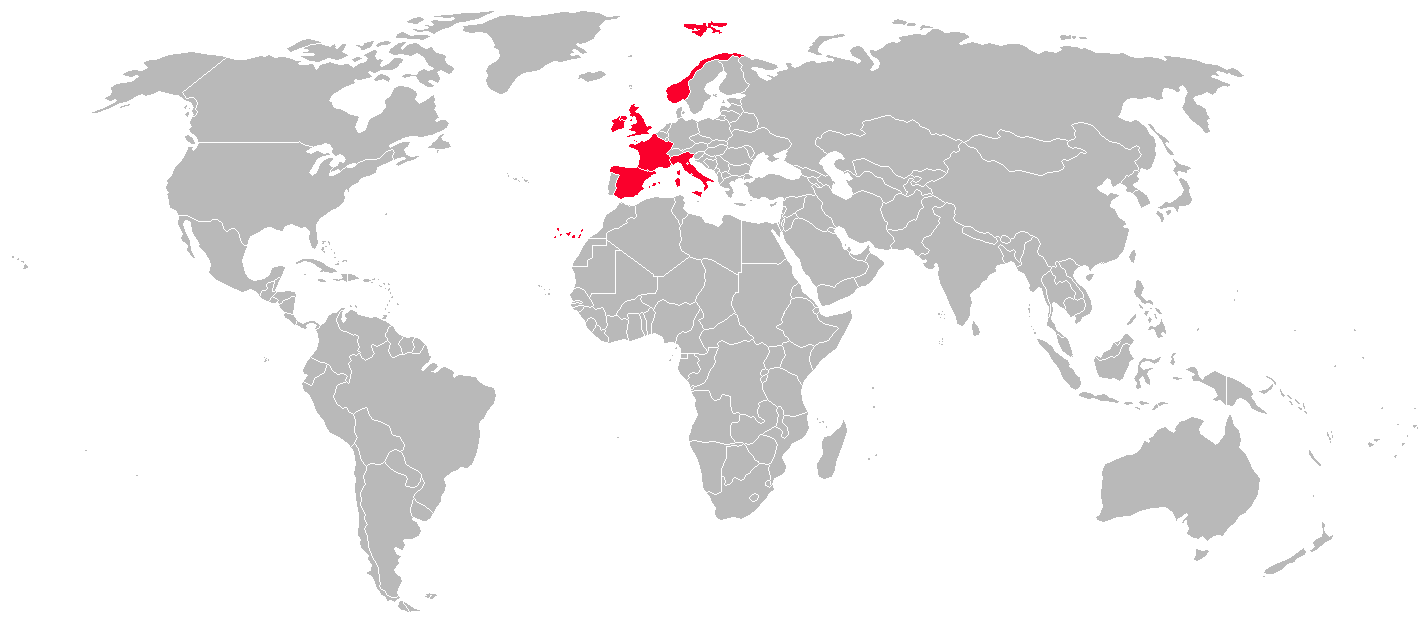
Страны, в которые Braathens выполняла рейсы

За время своей деятельности авиакомпания выполнила регулярные рейсы в 53 аэропорта в 50 городах. Из них 25 аэропортов в 23 городах, находились в Норвегии, а шесть аэропортов и городов — в Швеции. Braathens обслуживала международные рейсы в 24 аэропорта в 22 городах 17 стран. Семь из этих городов находятся в Азии, остальные — в Европе. Кроме того, Braathens обслуживал многочисленные пункты назначения как регулярными, так и специальными чартерными рейсами. С 1946 по 1949 год основным хабом Braathens SAFE был аэропорт Гардермуэн, а затем — аэропорт Форнебу. После закрытия Форнебу в 1998 году хаб вновь был перенесён в Гардермуэн. С 1997 по 1999 год аэропорт Стокгольм-Арланда выполнял роль хаба для Швеции. Основная техническая база находилась в аэропорту Ставангер.
До 1987 года норвежский авиационный рынок был разделён между Braathens SAFE и SAS. Они напрямую конкурировали только на маршрутах из Осло в Ставангер и Тронхейм. Braathens владел монополией на маршруты из Осло в Кристиансанн, Олесунн, Молде и Кристиансунн, а также по Вестланну между Бергеном, Олесунном, Молде, Кристиансунном и Тронхеймом, а также из Вестланна в Нур-Норге.
Braathens SAFE начинала свою деятельность как чартерная авиакомпания, летавшая преимущественно на Дальний Восток и в Южную Америку. В 1949 году авиакомпания получила концессию на дальневосточный маршрут, который выполнялся до 1954 года на самолётах Douglas DC-4. С 1952 по 1960 год авиакомпания сотрудничала на рейсах в Рейкьявик с исландской авиакомпанией Loftleidir. Braathens SAFE начала оказывать внутренние рейсы в 1951 году, используя De Havilland Herons на маршруте из Осло в Ставангер через Тёнсберг. В 1953 году авиакомпания начала выполнять рейсы из Осло в Тронхейм. В 1955 году рейс стал выполняться с остановками в Фарсунне и Кристиансанне, а в следующем году — в Хамаре, Рёрусе и Нутоддене. Однако, с поставкой Fokker F-27, выполнение рейсов во многие небольшие аэропорты было прекращено. Авиакомпания начала выполнять рейсы из Осло в Олесунн и по Вестланну в 1958 году. В течение 1960 года авиакомпания выполняла рейсы в Саннефьорд и Ольборг. В 1967 году начали выполняться рейсы в Будё и Тромсё. В 1970 году начали выполняться рейсы в Кристиансунн, а два года спустя — в Молде. В 1987 году началось выполнение рейсов в Лонгйир.

## Сервис

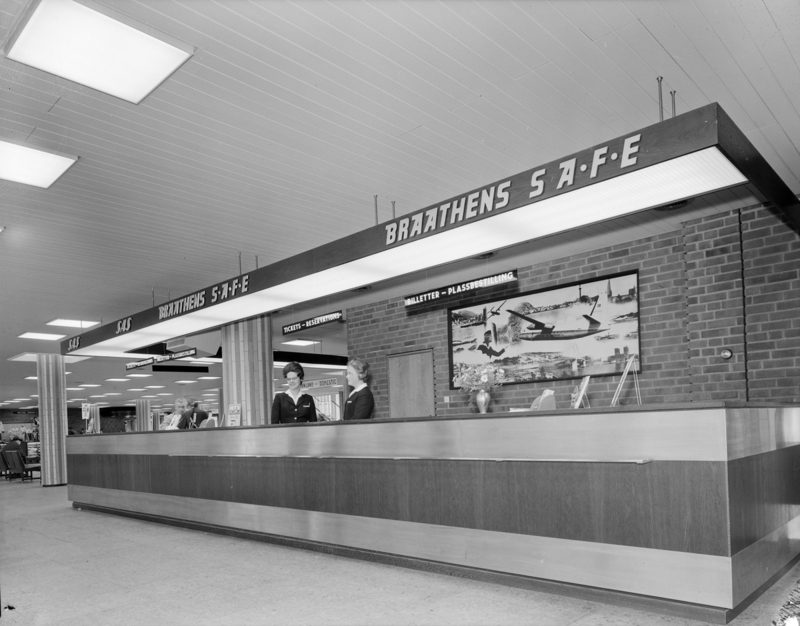
Билетная касса Braathens в аэропорту Осло (1965 год)

До 1998 года Braathens имела в своих самолётах только один класс обслуживания; услуги в нём включали бесплатное питание в полёте. Билеты со скидкой были доступны с ограничениями. Начиная с 23 марта 1998 года авиакомпания провела ребрендинг, сменив название на Braathens, и ввела второй класс обслуживания на борту своих самолетов. Пассажиры, оплатившие полную стоимость, в самолёте получали «лучшие» места в передней части, что составляло около 70 % вместимости. Клиенты этого класса получали бесплатный кофе и блюда с одноразовыми столовыми приборами, бесплатные газеты и лучшие места для сидения. За занавесом находился другой класс, «задние» места, в котором не предоставлялось ни еды в полете, ни газет, а место для ног было меньше. Ужин с кофе и безалкогольными напитками можно было приобрести за 45 норвежских крон. Билеты в этом классе продавались со скидкой, но их нужно было покупать по крайней мере за семь дней до полёта. На «лучшие» места также иногда появлялись скидки.
Новые классы обслуживания подверглись резкой критике со стороны аналитиков и клиентов. У Braathens SAFE был сильный имидж народной авиакомпании, в отличие от делового имиджа SAS. Компания Braathens также привлекла внимание тем, что принадлежит Норвегии, и тем, что на хвостовом оперении у неё был изображён флаг Норвегии. До ребрендинга ни одна авиакомпания в Норвегии никогда не предоставляла услуги двухклассного обслуживания на внутренних рейсах. Профессор социологии Пер Мортен Шиффло прокомментировал, что такая «сегрегация» оскорбила пассажиров: клиенты, которые ранее платили полную стоимость, стали лучше осознавать экономию при использовании билетов на «задние» места, в то время как люди, которые хотели путешествовать по билетам со скидкой, чувствовали, что они получают лучшее обслуживание и к ним не относятся как к второсортным клиентам в SAS. В результате Braathens стал терять клиентов с обеих сторон. Сам по себе ребрендинг не только стоил денег, но и увеличивал эксплуатационные расходы, поскольку бортпроводникам приходилось передвигать шторку в зависимости от количества пассажиров в каждом классе. Самолёты иногда задерживались на несколько часов из-за возросшей рабочей нагрузки на обслуживающий персонал и бортпроводников.

## Авиационные происшествия

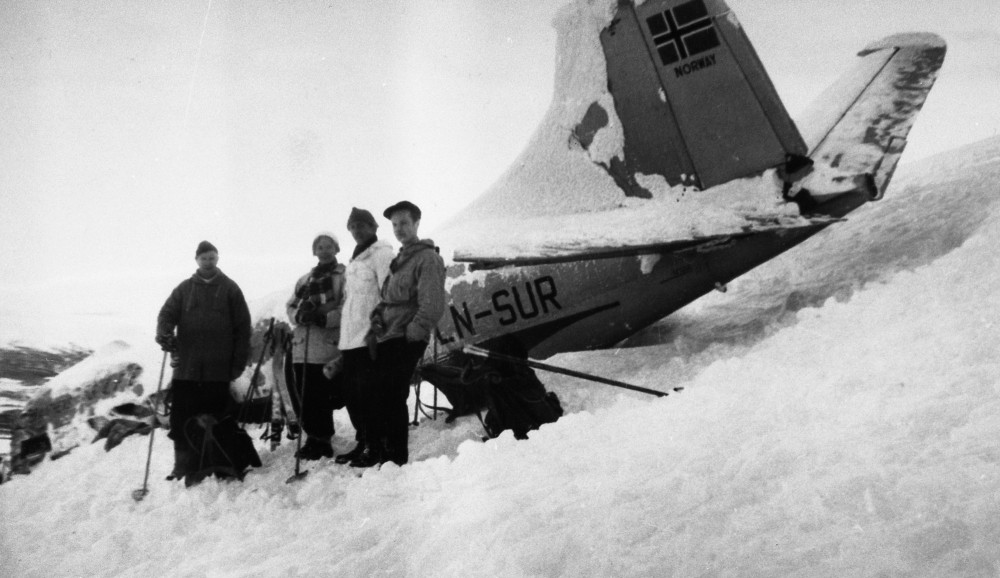
Обломки рейса 253, потерпевшего крушение 7 ноября 1956 года

По данным сайта Aviation Safety Network, за историю существования авиакомпании (с 1946 года до 2004 года) с её самолётами произошло три авиационных происшествия. Два из них — авиакатастрофы, одно — захват самолёта.
- 7 ноября 1956 года самолёт De Havilland DH-114 Heron 2B[комм. 5], выполнявший рейс 253, потерпел крушение[англ.] на горе Хоммолсфьеллет[англ.] после того, как на нём возникло атмосферное обледенение. В результате катастрофы погибли пилот и один пассажир, но оставшиеся десять человек на борту выжили[35]. Среди них был известный телевизионный актёр Рольф Кирквааг[англ.], которому, несмотря на травму, удалось дойти до цивилизации, чтобы сообщить о катастрофе[70].
- 23 декабря 1972 года произошла самая смертоносная авиакатастрофа[англ.] компании. Fokker F-28[комм. 6], выполнявший рейс 239, потерпел крушение в Аскере. Погибли 40 из 45 человек, находившихся на борту, включая экипаж из трёх человек. Причина катастрофы так и не была установлена. Предполагается, что причиной послужила ошибка в навигации[71][73].
- 21 июня 1985 года самолёт Boeing 737-200[комм. 7], выполнявший рейс 139, был захвачен 24-летним Стейном Арвидом Хусеби, вооружённый пневматическим пистолетом. Он потребовал провести переговоры с премьер-министром Коре Виллок и министром юстиции Моной Рекке[англ.], а также пресс-конференцию, чтобы сделать политическое заявление. Эти требования не были выполнены, и он сдался через 4,5 часа после захвата. Это был первый захват самолёта в Норвегии[74][75][76].

### Комментарии
1. ↑  С регистрационным номером LN-HAV и именем Norse Explorer[7].
2. ↑  С регистрационным номером LN-HAT и именем Norse Skyfarer[7].
3. ↑  С регистрационным номером LN-NAU и именем Norse Trader[7].
4. ↑  Список всех самолётов, эксплуатируемых Braathens с момента её основания в 1946 году и до слияния с SAS в 2004 году. В список не включены воздушные суда, которые принадлежали Braathens, но никогда не эксплуатировались, и воздушные суда, которые не были доставлены авиакомпании, даже если им были присвоены регистрационные номера. Так, самолёт Cessna 206 Super Skywagon хоть и принадлежал Braathens, но эксплуатировался авиакомпанией Bjørumfly с 1964 по 1966 год[29][30]. А один из Douglas DC-6 так и не был поставлен Braathens в 1964 году[30]. Список состоит из общего количества эксплуатируемых самолётов авиакомпанией (количество одновременно эксплуатируемых самолётов на пике может быть ниже), год, когда тип был впервые введён в эксплуатацию, и год, когда последний самолёт был выведен из эксплуатации.
5. ↑  С регистрационным номером LN-SUR[35] и именем Lars[69].
6. ↑  С регистрационным номером LN-SUY[71] и именем Sverre Sigurdson[72].
7. ↑  С регистрационным номером LN-SUG[74] и именем Harald Gille[75].